# Klaus Weihrauch

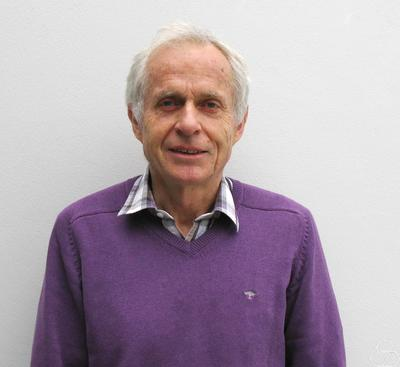
Klaus Weihrauch, Oberwolfach 2012

Klaus Weihrauch (* 1943 in Frankfurt (Oder)) ist ein deutscher Informatiker, der sich mit Berechenbarkeitstheorie und insbesondere Berechenbarer Analysis befasst.
Von 1979 bis 2008 war er Professor für Theoretische Informatik an der FernUniversität in Hagen.

## Leben
Klaus Weihrauch studierte ab 1963 Physik an der Universität Hamburg und war von 1970 an wissenschaftlicher Mitarbeiter an der Gesellschaft für Mathematik und Datenverarbeitung sowie von 1973 an wissenschaftlicher Assistent an der Rheinischen Friedrich-Wilhelms-Universität Bonn. Dort promovierte er 1973 bei Karl Heinz Böhling und habilitierte sich 1975 in Theoretischer Informatik.
Nach einem Forschungsaufenthalt an der Cornell University war er zunächst Professor an der RWTH Aachen und von 1979 bis 2008 Professor für Theoretische Informatik
an der FernUniversität in Hagen.

## Wirken
Klaus Weihrauch hat wesentliche Beiträge zur Entwicklung der Berechenbaren Analysis geleistet und die Hagener Schule dieser Wissenschaftsrichtung begründet. Das Konzept der Weihrauch-Reduzierbarkeit ist nach ihm benannt.

## Schriften (Auswahl)
- Computable Analysis, Springer, Berlin 2000. doi
- Computability, Springer, Berlin 1987.doi,
- mit Bernhard Heinemann: Logik für Informatiker, 2. Auflage, Teubner, Stuttgart, 1992. doi,
- mit Tiko Kameda: Einführung in die Codierungstheorie I, B.I.-Wissenschaftsverlag, Mannheim, 1973.
- Herausgeber mit Ker-I Ko und Anil Nerode: Computability and Complexity in Analysis, Special issue of Theoretical Computer Science, vol. 284, Elsevier, Amsterdam, 2002.
- Herausgeber mit Anil Nerode und Ker-I Ko: Computability and Complexity in Analysis, Special issue of Theoretical Computer Science, vol. 219, Elsevier, Amsterdam, 1999.
- Herausgeber: Theoretical Computer Science, 4th GI Conference, Lecture Notes in Computer Science, Springer, Berlin, 1979.